# Razrokost
Razrokost ili strabizam je stanje u kojem oči nisu međusobno pravilno usmjerene. To najčešće uključuje manjak koordinacije između vanjskih očnih mišića, što onemogućuje dovođenje smjera pogleda oba oka u isto žarište u prostoru a time i pravilan vid, što može različito utjecati na procjenu dubine. Strabizam može biti uzrokovan poremećajem u moždanoj koordinaciji očiju ili poremećajem jednog ili više mišića, kao i bilo kojim procesom koji dovodi do disfunkcije usmjeravanja i snage jednog ili više mišića.

## Klasifikacija
Strabizam se može klasificirati kao unilateralni ako isto oko „luta“, ili alternirajući ako se oba oka mogu zateći kako „lutaju“. Alternacija strabizma može se pojaviti spontano, a pacijent subjektivno može a i ne mora biti toga svjestan. Alternacija se može vidjeti i kod testa pokrivanja, kada prethodno „lutajuće“ oko ostane usmjereno, dok prethodno usmjereno oko počne „lutati“ nakon otkrivanja oka. Test pokrivanja – otkrivanja oka se koristi kako bi se dijagnosticirao tip strabizma (tropija).
Prema vremenu nastanka, strabizam se može klasificirati ili kao kongenitalni, stečeni ili sekundarni (kao posljedica drugog patološkog procesa, npr. katarakta).
Strabizam se često netočno naziva "lijeno oko" (što zapravo označava stanje koje se zove ambliopija). Također se naziva "škiljavost", "gledanje u križ" ili "gledanje u zid".
"Gledanje u križ" znači da kada osoba sa strabizmom gleda u objekt, jedno oko je fiksirano na objekt dok je drugo fiksirano s kutom konvergencije manjim od nula, što označava približavanje optičkih osi ispred objekta. "Gledanje u zid" označava stanje kada osoba sa strabizmom gleda u objekt, jedno oko fiksira objekt a drugo oko fiksira s kutom konvergencije većim od nula, što je divergencija optičkih osi od paralelnog.

## Patofiziologija
Strabizam može ukazivati na leziju kranijalnih živaca, poglavito n. III (n. occulomotorius), n. IV (n. trochlearis) ili n.VI (n. abducens). Strabizam uzrokovan lezijom nekog od ovih živaca rezultira nedostatkom inervacije mišića oka i promjenom položaja oka. Strabizam može biti znak povišenog intrakranijalnog tlaka, a III. Kranijalni živac je posebno osjetljiv na oštećenje prilikom edema mozga.
Ipak, češće se strabizam označava kao konkomitantni (npr. neparalitički). To znači da nije uzrokovan lezijom koja dovodi do smanjene inervacije. Škiljavost u tom primjeru je uzrokovana refrakcijskom greškom u jednom ili u oba oka. Takva refrakcijska greška uzrokuje slabljenje vida u jednom oku i time onemogućuje mozgu korištenje oba oka zajedno.

## Dijagnoza
Tijekom pregleda oka, oftalmolozi, ortoptičari i optometristi najčešće koriste test pokrivanja kako bi dijagnosticirali strabizam. Ako kod testiranog oka postoji strabizam, ono će se fiksirati na predmet tek nakon što se pravilno usmjereno oko pokrije, uzimajući u obzir da je vid tog oka dobar. Ako testiramo pravilno usmjereno oko, neće doći do promjene u fiksiranju pogleda na predmet, jer je pogled već fiksiran. Ovisno o smjeru otklona zahvaćenog oka, smjer devijacije se može procijeniti. Egzotropno je prema van (od srednje linije, lateralno) a ezotropno je prema unutra (prema nosu, medijalno).
Jednostavan screening test za strabizam je Hirschbergov test. Svjetiljkom se osvijetli pacijentovo oko. Kada pacijent gleda u svjetlo, može se uočiti odsjaj s površine zjenice. Ako su oba oka pravilno usmjerena, odsjaj će biti u istoj točki u oba oka. Stoga, ako je odsjaj u različitim točkama, znači da oči nisu pravilno usmjerene.

### Diferencijalna dijagnoza prema pseudostrabizmu
Pseudostrabizam je lažna pojava strabizma. To se uglavnom javlja kod dojenčadi i mlađe djece čiji je nos ravan i širok, što uzrokuje strabizam. S godinama, most djetetovog nosa se sužava i nabori u očnim kutovima nestaju. Kako bi se razlikovao pseudostrabizam od strabizma, može se koristiti Hirschbergov test.

## Liječenje
Kao i kod drugih poremećaja binokularnog vida, primarni cilj liječenja pacijenta sa strabizmom je normalan, bistar binokularan vid bez dvoslika na svim udaljenostima i smjerovima pogleda.
Dok se ambliopija, ako je blaga i rano otkrivena, često može ispraviti korištenjem poveza za oko (pokrivanjem oka) koje je dominantno i/ili terapijom vida, pokrivanjem oka neće se postići ispravljanje kuta strabizma. Uznapredovali strabizam obično se liječi kombinacijom naočala ili prizama, terapijom vida, i kirurški, ovisno o uzroku nepravilne usmjerenosti oka. 
Kirurgija nastoji poravnati oči skraćivanjem, produljivanjem ili mijenjanjem položaja jednog ili više vanjskih mišića oka, i to je nerijetko jedini način kako kozmetički poboljšati stanje. Naočale utječu na položaj mijenjajući reakciju osobe na fokusiranje. Prizme mijenjaju smjer svjetla, a tako i slike koja dospijeva do oka, simulirajući promjenu položaja oka.
Rano liječenje strabizma i/ili ambliopije u dojenačkoj dobi smanjuje vjerojatnost razvoja ambliopije i poteškoća u procjeni dubine. Oči koje ostanu nepravilno položene isto mogu razviti probleme vida. Iako nisu lijek za strabizam, leće u obliku prizme koriste se kako bi olakšale vid bolesnicima i spriječile nastajanje dvoslika.  
U odraslih s prethodno normalno usmjerenim očima, pojava strabizma obično rezultira dvoslikama.

## Prognoza
Ako je strabizam kongenitalni ili se razvije u dojenačkoj dobi, uzrokuje ambliopiju, kod koje mozak ignorira ulazne signale oka koje je nepravilno usmjereno. Strabizam može dovesti do slabosti vida u zahvaćenom oku koja se zove ambliopija, ponekad zvane „lijeno oko“. Pojava strabizma može također biti i kozmetički problem. Jedno je ispitivanje pokazalo da 85% odraslih koji imaju strabizam navode da su „imali probleme na poslu, školi i u sportu zbog strabizma.“ Isto istraživanje je ukazalo na to da je kod 70% ispitivanih strabizam doveo do „negativnog utjecaja na sliku o samom sebi“.